# Холмс, Валери
Валери́ Сьюзан Холмс (англ. Valerie Susan Holmes; род. 1946, Лондон) — британская модель, победительница конкурса красоты «Мисс Интернешнл 1969».
В 1969 году представляла Великобританию на международном конкурсе красоты «Мисс Интернешнл 1969», который проходил в Токио. По итогам конкурса Валери Холмс одержала победу и была коронована как «Мисс Интернешнл». Она стала первой представительницей Великобритании, которая одержала победу на «Мисс Интернешнл».